# Suruç
Suruç (pronunciado [ˈsuɾutʃ], en kurdo: Pirsûs) es un distrito rural y una ciudad de la Provincia de Şanlıurfa, en Turquía, en una llanura cerca de la frontera con Siria, a 46 kilómetros (28,6 mi) al suroeste de la ciudad de Sanliurfa (36° 58' 33.9" N 38° 25' 32.8" E).

## Etimología
El nombre en turco moderno de "Suruç" se deriva de Serugh (en siríaco: ܣܪܘܓ, Sĕrûḡ, pronunciado como "Sıruğ" en alfabeto turco, aunque su pronunciación actual está influenciada por el en árabe: سروج‎, sarūj con el significado de "silla de montar"), que era el nombre con el que se conocía la zona en la época preislámica. El nombre literalmente significa "tejido" (cfr. hebreo: סרוג 'sarug', que significa: "tejido de punto") o "trama" y se refiere tanto a la fabricación de tejidos como de sillas de montar, ambas industrias tradicionales en el distrito. Como alternativa, el nombre se asocia con Serug (en hebreo: שרוג‎, śərûḡ), abuelo de Abraham (Génesis 11:20-23; I Crónicas 1:26; Lucas 3:35).
La principal ciudad del distrito también se llamado Suruç. Sin embargo, el nombre antiguo de la ciudad es Batnan o Batnae (en siriac: ܒܛܢܢ, Baṭnān; en griego: Βάτναι, Batnai; en latín: Batnae). El sitio de la antigua ciudad todavía se llama Tell-Batnan. Actualmente, Suruç es un distrito agrícola, conocido por sus granadas.

## Historia
Los sumerios construyeron un asentamiento en la zona en la antigüedad. La ciudad era un centro de producción de seda. Fueron reemplazados por sucesivas civilizaciones Mesopotámicas.
El emperador romano Constantino I puso la ciudad bajo el control de Edesa (actual Şanlıurfa). Uno de los más habitantes más conocidos de esta zona fue el obispo siríaco  y poeta-teólogo del siglo VI, Jacobo de Sarug. La Iglesia Católica mantiene el Obispado como sede titular de esa iglesia, a pesar de que tiene poca presencia en el área, mientras que la Iglesia ortodoxa de Siria mantiene también un Obispado propio en la ciudad.
El emperador Juliano visitó Tell-Batnan en su marcha desde Antioquía hasta el Éufrates en 363.
La ciudad se rindió a los árabes del Califato Ortodoxo (Rashidun) en el año 639. Posteriormente pasaría a estar bajo control de los Cruzados (en 1098) y nuevamente de los musulmanes (en 1127).
La ciudad sería destruida por las invasiones mongolas y en 1517 toda el área cayó bajo el poder del Imperio Otomano de Selim I.
Suruç fue ocupada en 1918 por tropas británicas y en 1919 por tropas francesas, pero fue liberado las fuerzas locales de resistencia. Hoy en día, Suruç está habitada en su mayoría por miembros de la etnia kurda.

### Siglo XXI
El 20 de julio de 2015, aproximadamente a las 12:50 GMT, tuvo lugar el atentado de Suruç, en el que fueron asesinadas 32 personas y muchas otras heridas en las afueras del Centro Cultural Amara.
Antes de las elecciones turcas anticipadas del 24 de junio de 2018, cuatro personas murieron en Suruç mientras un candidato del AKP (Partido de la Justicia y el Desarrollo) recorría el mercado de la ciudad. De acuerdo con fuentes pro-kurdas, el miembro del AKP Ibrahim Halil Yıldız se encontraba visitando al tendero local Hacı Esvet Şenyaşar cuando comenzó una pelea.
- Celal Şenyaşar, hijo de Haci Esvet Şenyaşar, fue disparado durante la primera pelea en la tienda, donde  murió.[7]
- Mehmet Şenyaşar, hijo de Haci Esvet Şenyaşar, fue atacado mientras estaba en el hospital después de la pelea, siendo golpeado en la cabeza en repetidas ocasiones con un tanque de oxígeno y asesinado.
- Haci Esvet Şenyaşar, el dueño de la tienda, fue linchado en el hospital de Suruç.
- Mehmet Ali Yıldız, hermano del diputado Yıldız, murió en el Hospital Mehmet Akif Inan de Sanliurfa.
- Uno de los guardaespaldas de Mehmet Ali Yıldız, murió en el Hospital Mehmet Akif Inan Hospital de Sanliurfa.

Las cámaras del hospital de Suruç fueron dañadas. Este evento ocurrió días después de que Recep Tayyip Erdoğan fuera filmado animando a identificar e intimidar a los votantes de la oposición.

#### Política
En las elecciones locales del 31 de mayo de 2019 Hatice Çevik fue elegida como Alcalde. Kenan Aktaş fue nombrado Kaymakam, como representante del Estado. El 15 de noviembre de 2019 Çevik fue detenida y al día siguiente fue cesada, siendo designado Kenan Aktaş como encargado interino.

## Demografía
La mayoría de los residentes de la zona son kurdos y seguidores del Islam Sunita.

## Historia eclesiástica de Batnae
Batnae (o Batnæ) fue lo suficientemente importante en la provincia romana de Osroena como para convertirse en un obispado sufragáneo del Metropolitano de su capital Edesa, aunque acabaría desapareciendo. El obispo más conocido de la ciudad fue Jacobo de Sarug. Este gran compositor de himnos de la Siria cristiana nació alrededor de 451 en Kurtam del Éufrates y fue educado en Edesa, convirtiéndose en sacerdote en Hawra, en el distrito de Serug, como pastor de varios pueblos. A la edad de 67 años fue nombrado obispo de Batnan, donde murió alrededor de 521. Jacobo evitó las controversias teológicas de su época y fue igualmente reconocido como uno de los suyos tanto por los cristianos calcedonios como por los cristianos no calcedonios. Escribió varios Himnos, 760 homilías y la traducción al siríaco de Evagrio.
Otro obispo fue Abraham de Batnae, contemporáneo de Basilio de Cesarea. 
El obispado sería nominalmente restaurada en dos obispados titulares diferentes, para concretas iglesias de diferentes ritos católicos (latino y sirio).

### Sede titular latina
Fue creada en 1933.
Está vacante desde hace décadas, después de haber tenido solo dos titulares, ambos del más bajo rango episcopal:
- Gabriel Naamo entre 30.09.1938 – 28.06.1957)
- Simeón Kokov (Kokoff), Capuchino franciscano (O. F. M. Cap.),  entre 20.04.1958  – 11.07.1974

### Sede titular siria
Creada en el siglo XX, cambiando de nombre en repetidas ocasiones: 'Bathna(-Jarug), Bathnan(Sarugh), Bathnae. fue suprimida en 1933 y restaurada bajo su nombre actual en el año 1965.
Ha tenido los siguientes titulares, todos del más bajo nivel episcopal:
- Ignacio Gabriel I Tappouni (Dionisio) (19.01.1913 – 24.02.1921), Eparca Auxiliar de Mardin y Amida de los Sirios (Turquía) (1912.09.14 – 1921.02.24); previamente obispo titular de Danaba-orum (14.09.1912 – 19.01.1913); más tarde Archieparco de Alepo de los Sirios (Siria) (24.02.1921 – 24.06.1929), Eparca de Mardin y Amida de los Sirios (24.06.1929 – 1962), Patriarcado de Antioquía de los Sirios (Líbano) ([24.06.1929] 15.07.1929 – 29.01.1968), creado Cardenal de la Basíca de los Santos Apóstoles (19.12.1935 – 11.02.1965), promovido Cardenal-Patriarca (11.02.1965 – 29.01.1968)
- Atanasio Behnam Kalian (26.02.1921 – 06.08.1929) Obispo Auxiliar de Antioquía de los Sirios (Líbano) (26.02.1921 – 06.08.1929), Obispo Auxiliar de Mardin y Amida de los Sirios (Turquía) (26.02.1921 – 06.08.1929), más tarde Archieparca de Bagdad de los Sirios (Irak) (06.08.1929 – fallecido el 17.02.1949)
- El obispo electo Basile Pierre Habra (01.05.1963 – 06.07.1963)[15]
- Gregorios Elias Tabé (24.06.1995 – 25.05.1996) Obispo Auxiliar de Antioquía de los Sirios (Líbano) (24.06.1995  – 1997), más tarde obispo titular de Mardin de los Sirios (25.05.1996 – 08.05.1999), Obispo de Curia de los Sirios (1997 – 08.05.1999), Coadjutor de la Archieparquía de Damasco de los Sirios (Siria) (08.05.1999 – 24.06.2001), manteniéndose en el cargo como arzobispo metropolitano de Damasco de los Sirios (24.06.2001 – ...)
- Grégoire Pierre Abdel-Ahad (29.06.1996 – 16.02.2001) como vicario patriarcal de Jerusalén de los Sirios (Palestina y Jordania) (1978-1991 y 1991-2000), más tarde patriarca de Antioquía de los Sirios (Líbano) ([16.02.2001] 24.02.2001 – 25.01.2008), Presidente del Sínodo de la Iglesia Ortodoxa de Siria (24.02.2001 – 25.01.2008)
- Grégoire Pierre Melki (25.02.2002 – ...), Exarca Patriarca de Jerusalén de los Sirios (Palestina y Jordania, sede en Tierra Santa)